# Snelfietsroute F15 IJsselmonde
De snelfietsroute F15 IJsselmonde is een deels gerealiseerde fietssnelweg in de provincie Zuid-Holland. De F15 IJsselmonde bestaat uit twee fietsroutes; één noordelijke tussen Slikkerveer en Pernis via Ridderkerk, Barendrecht en de Rotterdamse stadsdelen IJsselmonde, Charlois en Waalhaven-Eemhaven, en één zuidelijke tussen Hendrik-Ido-Ambacht en Poortugaal via Rijsoord, Barendrecht, Carnisselande, Portland en Rhoon. De twee fietsroutes worden op meerdere plekken met elkaar verbonden via andere fietspaden, zoals via de Portlandsebrug.
De route is vernoemd naar het eiland IJsselmonde, waar de gehele route ligt, en naar de A15, waar de route deels parallel aan loopt. De route sluit bij de Brug over de Noord aan op de Beneden Merwederoute, die ook snelfietsroute F15 wordt genoemd, aangezien deze eveneens parallel aan de A15 loopt.
De route moet een alternatief bieden aan automobilisten die nu voor relatief korte ritten van de A15 gebruikmaken. Bestaande fietspaden worden verbeterd door nieuw asfalt, verbreding, betere verlichting en zo veel mogelijk voorrang voor fietsers. Ook worden ze verbonden door nieuwe fietspaden aan te leggen. Werkzaamheden startten in 2017 en de afronding was gepland voor de zomer van 2021.
De aanleg vond plaats in samenwerking met de provincie Zuid-Holland, de gemeenten Barendrecht, Albrandswaard en Ridderkerk, in overleg met de Fietsersbond en met subsidies vanuit de Metropoolregio Rotterdam Den Haag en het Ministerie van Infrastructuur en Waterstaat.